# Тарханов Михайло Михайлович (художник)
Миха́йло Миха́йлович Тарханов (Тархан) (* 4 листопада 1888, Зіньків Полтавської губернії — † 12 березня 1962, Москва) — український та російський графік і дизайнер.

## Життєпис
Закінчив Зіньківську школу, одним з вчителів був Зеров Костянтин Іраклійович. В 1905—1915 роках навчався у Строгановському центральному художньо-промисловому училищі, де познайомився з Давидом Бурлюком та В. Маяковським.
1916 року призваний до лав армії, служив художником-топографом в Царицині.
Квітнем 1918 поранений, госпіталізований, згодом демобілізований, проживав в Москві.
Входив до складу Союзу активістів прикладного мистецтва та художньої промисловості. 1919 року був директором промислової виставки число сім.
Червнем 1919 року знову в рядах — тепер Червоної армії, кресляр.
Після демобілізації в 1921—1927 роках навчався в ВХУТЕМАСі-ВХУТЕІНі — у В. А. Фаворського.
Творив в царині станкової та прикладної графіки, створював абстрактні композиції, малював пейзажі, натюрморти, пейзажі.
У своїх роботах використовував техніку ксилографії, монотипії, офорту, акватинти.
Експериментував на межі змішувань різних технік, зокрема винайшов різновид монотипії — акватипію — замість дошки використовувалася поверхня води.
Створював дизайн книжкових палітурок та форзаців, оформлював радянські павільйони на міжнародних виставках в Лондоні, Нью-Йорку, Парижі.
Брав участь у Державній виставці робіт прикладного мистецтва та художньої промисловості в Москві 1919 року, міжнародній виставці «Мистецтво книги» в Парижі, 1931—1932 — в Ліоні.
1926 та 1929 роки — експонувався в товаристві «Чотири мистецтва».
1929 року відбулася його персональна виставка в Москві, того ж року вийшла друком книжка «Форзаци».
У 1930—1941 роках викладав в московському поліграфічному технікумі, протягом 1945—1952 років вів викладання малюнка в Московському інституті прикладного та декоративного мистецтва.
1973 року в Москві відбулася його меморіальна виставка.
Деякі з творів зберігаються в Третьяковській галереї, Державному російському музеї та інших.